# Артемово (Сычёвский район)
Артемово — деревня в Сычёвском районе Смоленской области России. Входит в состав Мальцевского сельского поселения. Население — 7 жителей (2007 год). 
Расположена в северо-восточной части области в 2 км к востоку от Сычёвки, в 0,5 км восточнее автодороги Р134 «Старая Смоленская дорога» Смоленск — Дорогобуж — Вязьма — Зубцов. В 2 км западнее деревни расположена железнодорожная станция Сычёвка на линии Вязьма — Ржев. 

## История
В годы Великой Отечественной войны деревня была оккупирована гитлеровскими войсками в октябре 1941 года, освобождена в марте 1943 года.